# John Dalrymple (5e comte de Stair)
Pour les articles homonymes, voir John Dalrymple.
John Dalrymple, 5e comte de Stair (1720–1789) est un soldat et homme politique écossais.

## Biographie
Il est le fils aîné de George Dalrymple de Dalmahoy, cinquième fils de John Dalrymple (1er comte de Stair) et baron de la cour de l'échiquier d'Écosse, et de sa femme Euphame, fille aînée de Sir Andrew Myrton de Gogar. Il passe avocat au barreau écossais en 1741, mais il entre dans l'armée et atteint le grade de capitaine. Il est le favori de son oncle John Dalrymple (2e comte de Stair), qui obtient en 1707 une nouvelle charte contenant, à défaut de descendance masculine, une clause de réversion en faveur de l'un des descendants mâles du premier vicomte Stair. Il prend donc le titre en 1745 et vote comme comte de Stair en 1747, mais par une décision de la Chambre des lords en 1748, les titres sont attribués à son cousin James Dalrymple, qui devient le 3e comte de Stair .
John Dalrymple devient le cinquième comte à la mort de son cousin William Dalrymple-Crichton (5e comte de Dumfries), le 27 juillet 1768. Il est élu pair représentatif en 1771 et s'oppose à la Chambre des lords aux mesures qui conduisent à la guerre d'indépendance américaine. Il présente une pétition au nom du Massachusetts en 1774. Aux élections générales de 1774, il n'est pas réélu au parlement.
Stair est décédé le 13 octobre 1789.

## Travaux
Stair écrit des brochures, principalement sur les finances nationales. Leur caractère sombre et leurs prédictions, lui valent, selon Horace Walpole, le surnom de "Cassandre de l'État":
- L'état de la dette, des revenus et des dépenses nationales, 1776.
- Considérations préliminaires à la fixation des Provisions, des Voies et Moyens et des Impôts pour l'année 1781, 1781.
- Faits et leurs conséquences soumis à l'examen du grand public, 1782.
- Tentative d'équilibrer les revenus et les dépenses de l'État, 1783.
- Un argument pour prouver que c'est le devoir indispensable du public d'insister pour que le gouvernement présente immédiatement la considération de l'état de la nation, 1783.
- État des Dettes Publiques, 1783.
- Sur les limites appropriées de l'ingérence du gouvernement dans les affaires de la Compagnie des Indes orientales, 1784.
- Adresse au public et remontrance au public, 1784.
- État comparé du revenu public pour les années se terminant le 10 octobre 1783 et le 10 octobre 1784, 1785.

## Famille
Par sa femme, une fille de George Middleton, banquier de Londres, Dalrymple a un fils John Dalrymple (6e comte de Stair), qui lui succède comme sixième comte.